# Досиетата Х: Искам да повярвам
„Досиетата Х: Искам да повярвам“ (на английски: The X-Files: I Want to Believe) е американски филм на режисьора Крис Картър от 2008 г. с участието на Дейвид Духовни, Джилиън Андерсън, Мич Пиледжи, Аманда Пийт и Били Конъли в главните роли.

## Сюжет
Внимание:  Текстът по-долу разкрива сюжета на произведението (или части от него)!
Отделът за паранормални изследвания към ФБР е закрит. Досиетата Х отдавна са затворени.
В изолираните райони на снежна Вирджиния се случва нещо ужасяващо. Група жени с рядка кръвна група изчезват мистериозно, а единственото на което полицията се натъква, са жестоко разкъсани човешки останки, стърчащи от снега до магистралата.
Опозорен и отлъчен от църквата свещеник-педофил (Били Конъли), е единствения който помага на полицията в разследването на зверските престъпления, посредством виденията си, които той смята за „наказание от бога“.
Обезверени и отчаяни, властите са принудени да се обърнат към агентите в оставка Фокс Мълдър и Дейна Скъли, точно когато изчезва и разследващия агент Моника Бенън (Ксанта Радли). Мълдър и Скъли се включват в екипа, макар отдавна да са забравили миналите си преживявания. В хода на разследването, освен по-близо един до друг, те се доближават и до неописуемата истина за изчезналите жени. В дъното на всичко се оказва кошмарен медицински експеримент, провеждан нелегално от руски учени, който има за цел да обърне естествения ход на биологичната човешка еволюция.

## „Досиетата Х: Искам да повярвам“ в България
В България филмът се излъчва с дублаж на български на 20 юли 2013 г. от 23:40 по bTV. Ролите се озвучават от артистите Ани Василева, Христина Ибришимова, Даниел Цочев, Стефан Димитриев и Димитър Иванчев.